# Nye County
Nye County ist ein County im US-Bundesstaat Nevada. Der Verwaltungssitz (County Seat) ist Tonopah.

## Geographie
Das County hat eine Fläche von 47.031 Quadratkilometern. Es ist damit das flächenmäßig größte County in Nevada und der drittgrößte in den Kernlanden der USA. Damit hat es eine größere Fläche als Dänemark.

## Geschichte
Das Nye County wurde 1864 gegründet und ist benannt nach James W. Nye, Gouverneur von Nevada. Der Verwaltungssitz befand sich bei der Gründung des Countys im Jahre 1864 zunächst in Ione City. Im Jahre 1867 wurde dann die heutige Geisterstadt Belmont Verwaltungssitz. Seit 1905 ist es Tonopah.
53 Bauwerke und Stätten des Countys sind im National Register of Historic Places eingetragen (Stand 14. Februar 2018).

## Demografische Daten

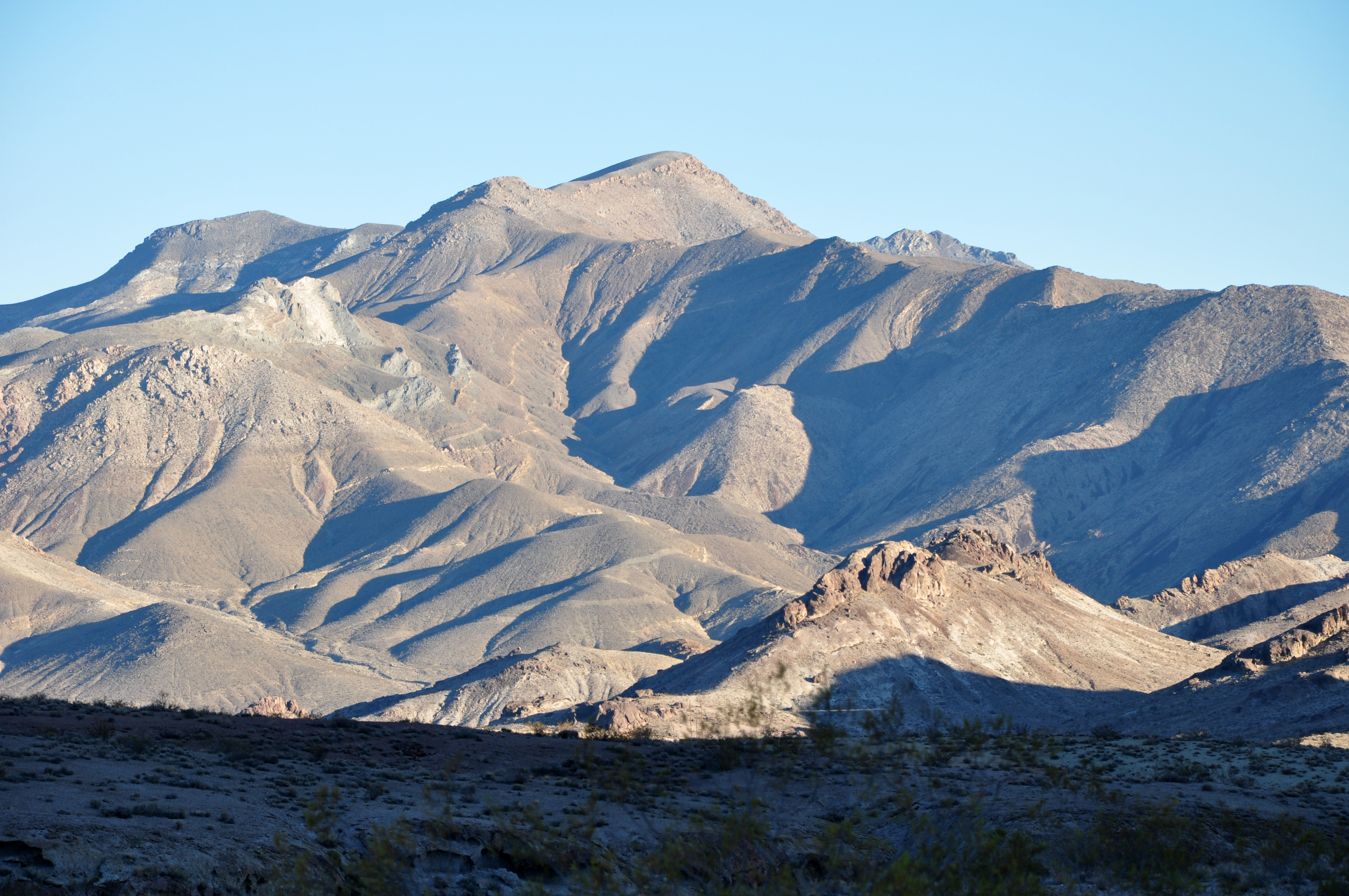
Bare Mountain Bergkette

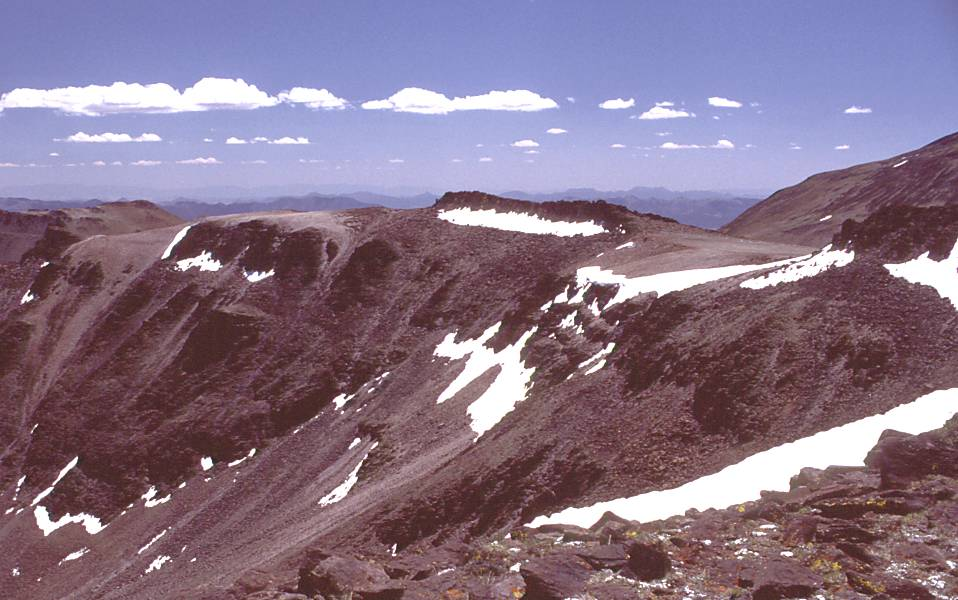
Ostseite des Mount Jefferson, (3204 m) in den Tobacco Root Mountains

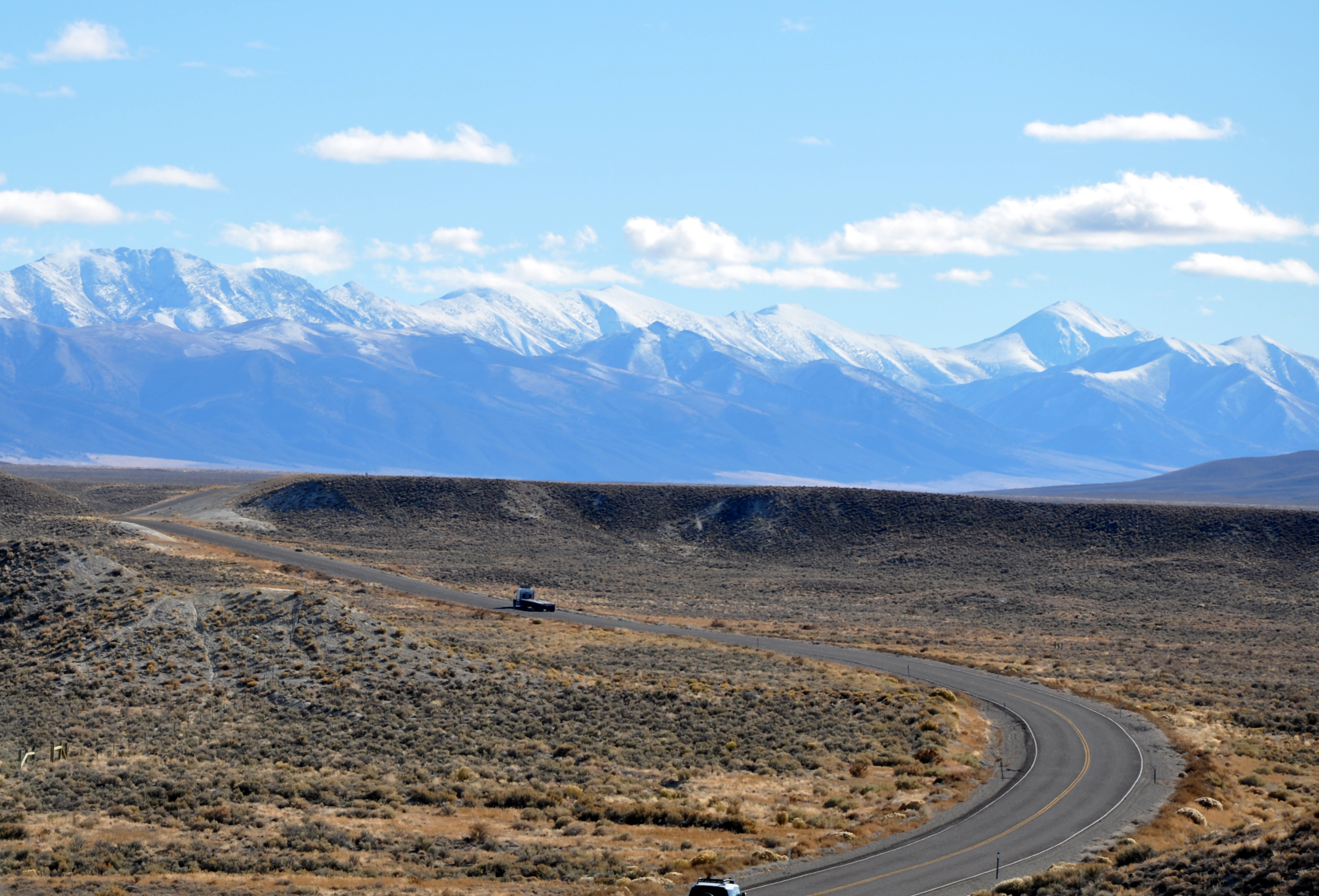
Die Toiyabe Range

Nach der Volkszählung im Jahr 2000 lebten im County 32.485 Menschen. Es gab 13.309 Haushalte und 9.063 Familien. Die Bevölkerungsdichte betrug 1 Einwohner pro Quadratkilometer. Ethnisch betrachtet setzte sich die Bevölkerung zusammen aus 89,63 % Weißen, 1,18 % Afroamerikanern, 1,96 % amerikanischen Ureinwohnern, 0,78 % Asiaten, 0,32 % Bewohnern aus dem pazifischen Inselraum und 2,98 % aus anderen ethnischen Gruppen; 3,15 % stammten von zwei oder mehr ethnischen Gruppen ab. 8,35 % Prozent der Bevölkerung waren spanischer oder lateinamerikanischer Abstammung.
Von den 13.309 Haushalten hatten 26,40 % Kinder und Jugendliche unter 18 Jahre, die bei ihnen lebten. 56,30 % waren verheiratete, zusammenlebende Paare, 7,40 % waren allein erziehende Mütter. 31,90 % waren keine Familien. 25,70 % waren Singlehaushalte und in 10,30 % lebten Menschen im Alter von 65 Jahren oder darüber. Die Durchschnittshaushaltsgröße betrug 2,42 und die durchschnittliche Familiengröße lag bei 2,9 Personen.
Auf das gesamte County bezogen setzte sich die Bevölkerung zusammen aus 23,70 % Einwohnern unter 18 Jahren, 5,40 % zwischen 18 und 24 Jahren, 24,00 % zwischen 25 und 44 Jahren, 28,50 % zwischen 45 und 64 Jahren und 18,40 % waren 65 Jahre alt oder darüber. Das Durchschnittsalter betrug 43 Jahre. Auf 100 weibliche Personen kamen 105,10 männliche Personen, auf 100 Frauen im Alter ab 18 Jahren kamen statistisch 104,70 Männer.
Das jährliche Durchschnittseinkommen eines Haushalts betrug 36.024 USD, das Durchschnittseinkommen der Familien betrug 41.642 USD. Männer hatten ein Durchschnittseinkommen von 37.276 USD, Frauen 22.394 USD. Das Prokopfeinkommen betrug 17.962 USD. 10,70 % der Bevölkerung und 7,30 % der Familien lebten unterhalb der Armutsgrenze. 13,10 % davon waren unter 18 Jahre und 8,30 % waren 65 Jahre oder älter.

## Städte und Dörfer
- Amargosa Valley
- Beatty
- Carvers
- Duckwater
- Hadley
- Ione
- Manhattan
- Mercury
- Pahrump
- Scotty’s Junction
- Sunnyside
- Round Mountain
- Tonopah
- Yomba Reservation

### Geisterstädte
| - Belmont - Berlin - Gabbs | - Nyala - Potts | - Rhyolite - Warm Springs |

weitere Orte
- Ashton
- Bonnie Claire
- Brucite
- Bull Fork
- Camp Desert Rock
- Crows Nest
- Crystal
- Currant
- Darroughs Hot Springs
- Gold Center
- Golden Arrow
- Goldyke
- Grantsville
- Johnnie
- Lockes
- Mellan
- Morey
- Pactolus
- Ralston
- Reese River
- Silverbow
- Springdale
- Steigmeyer Mill
- Sugar Bunker
- Tybo
- Valley View

## Straßen
| - U.S. Highway 6 - U.S. Highway 95 - Nevada State Route 160 | - Nevada State Route 267 - Nevada State Route 318 - Nevada State Route 361 | - Nevada State Route 373 - Nevada State Route 374 | - Nevada State Route 375 - Nevada State Route 376 |

## Schutzgebiete
| - Arc Dome Wilderness - Alta Toquima Wilderness - Ash Meadows National Wildlife Refuge - Belmont Courthouse State Historic Park - Berlin-Ichthyosaur State Park | - Berlin Historic District - Big Bend State Recreation Area - Currant Mountain Wilderness (partiell) - Death Valley National Park (partiell) - Grant Range Wilderness | - Humboldt-Toiyabe National Forest - Quinn Canyon Wilderness - Table Mountain Wilderness - Weepah Spring Wilderness |

## Prostitution
Das County ist eines der zehn Countys Nevadas, in denen Prostitution und die Errichtung von Bordellen zulässig ist.